# Stigmine

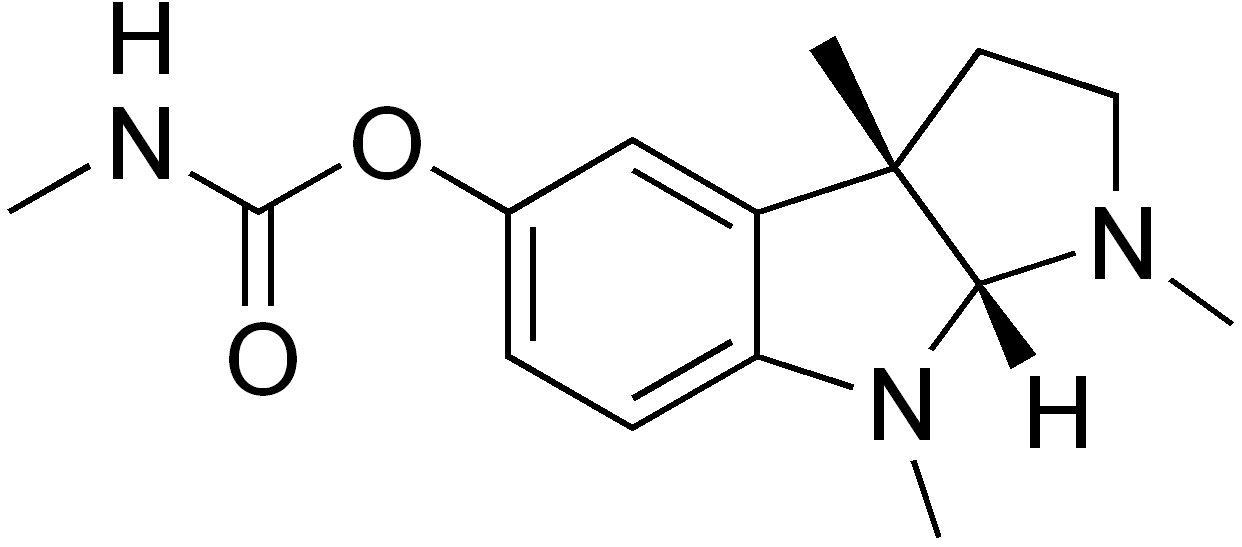
Physostigmine

Eséridine

Pyridostigmine

Néostigmine

Rivastigmine

Les stigmines sont des inhibiteurs de cholinestérase plus ou moins sélectifs selon la molécule considérée. Le chef de file de cette famille est la physostigmine (connu aussi sous le nom de l'ésérine) abandonnée en thérapeutique.

## Mode d'action
Leur action est dite parasympathomimétique indirecte, car elle augmente la concentration d'acétylcholine dans la fente synaptique sans toutefois se fixer à un récepteur membranaire. 

## Domaines thérapeutique
- utilisation en anesthiologie en tant que décurarisant
- antiglaucomateux
- atonie du tube digestif et de la vessie
- traitement symptomatique des myasthénies
- traitement symptomatique des démences provoquées par la maladie d'Alzheimer et Parkinson